# Periaeschna zhangzhouensis
Periaeschna zhangzhouensis – gatunek ważki z rodziny żagnicowatych (Aeshnidae).